# MEMORIAL SUPER BOX
『MEMORIAL SUPER BOX』（メモリアル・スーパー・ボックス）は、日本の音楽家、布袋寅泰のアルバム集ボックス・セット。規格品番：TOCT-95120/40。

## 解説
布袋の活動30周年を記念して、2012年2月1日にEMIミュージック・ジャパン/Virginより完全限定盤でリリースされた。
LP 6枚+SHM-CD21枚+DVD2枚+ハードカバーブックの全30アイテムで、全396曲を収録している。
1988年から1994年にリリースされた『GUITARHYTHM』から『GUITARHYTHM IV』までのオリジナル・アルバム4作品のアナログ盤の復刻。に加えて2009年にリリースされた『GUITARHYTHM V』を新たにLP化している。
1996年から2009年にリリースされた『King & Queen』から『MODERN TIMES ROCK'N'ROLL』までのオリジナル・アルバム9作品、サウンドトラック3作品をSHM-CDにてリイシュー。
これらに加えて、あるテーマに沿って構成されたコンピレーション・アルバム4枚、2010年・2011年の公演を収録したライブ・アルバム2枚、未発表・未発売の器楽曲を中心に収録したサウンドトラック1枚、未発売弾き語り音源を中心としたアコースティック・セレクション1枚、『Beautiful Noise』名義で発表された全楽曲集1枚の計9枚がSHM-CDで新規リリースされている。
映像作品として2009年に行われたファンクラブ限定ライブと、未発表映像を含む布袋本人による撮り下ろしインタビューを収録した2作品がDVD化されている。
ハードカバーブックには未発表写真、データブック、HOTEI MODELの六弦解体新書など100ページに亘って掲載されている。

## 収録作品
※本稿ではアルバム初収録曲・未発表曲・未発売曲についてのみ解説する。タイトルの数字はディスクに刻印されたナンバーを表す。

### GUITARHYTHM LP's
- GUITARHYTHM
- GUITARHYTHM II （2枚組）
- GUITARHYTHM III
- GUITARHYTHM IV
- GUITARHYTHM V

### ORIGINAL CDs & SOUNDTRACKS
1. King & Queen
2. SUPERSONIC GENERATION
3. fetish
4. SCORPIO RISING
5. DOBERMAN
6. MONSTER DRIVE
7. SOUL SESSIONS
8. AMBIVALENT
9. MODERN TIMES ROCK'N'ROLL
10. SF -ORIGINAL MOTION PICTURE SOUNDTRACK-
11. 新・仁義なき戦い/そしてその映画音楽
12. KT -ORIGINAL MOTION PICTURE SOUNDTRACK-

### NEW EDITION CDs & DVDs

#### CD
13. NEW EDITION1 / BEAT
「BEAT」をテーマとしたシングル曲をメインに構成されたコンピレーション・アルバム。
特記以外作詞・作曲：布袋寅泰
1. CHANGE YOURSELF!
2. スリル [PUNKY VERSION]
作詞：森雪之丞
『ALL TIME SUPER BEST』収録曲。
3. STILL ALIVE
作詞：森雪之丞
32ndシングル。
『北斗の拳』のプロジェクト企画「北斗の拳 201X」テーマソング。
4. GET YOUR GUN
5. NOCTURNE No.9 (Single Version)
6. MODERN TIMES R&R (PARTY MIX)
2009年にリリースされた配信限定シングル。
アルバム『MODERN TIMES ROCK'N'ROLL』の収録曲をノンストップ・リミックス。
7. サイバーシティーは眠らない
8. DIVING WITH MY CAR (Single Version)
5thシングル『LONELY★WILD』のカップリング曲。
シングルバージョンはアルバム初収録。
9. BEAT EMOTION (Single Version)
10. BEAT SWEET [25th ANNIVERSARY VERSION]
作詞：氷室京介
11. SLASH!CRASH!FLASH!
作詞：森雪之丞
12. POISON
作詞：森雪之丞
13. DESTINY ROSE
作詞：森雪之丞
14. バンビーナ
作詞：森雪之丞
15. LONELY★WILD (Single Version)
16. さらば青春の光 (Single Version)
17. SUGAR BABY LOVE (drive-mix)
作詞・作曲：Wayne Bickerton・Tony Waddington

14. NEW EDITION2 / BALLAD
「BALLAD」をテーマとしたシングル曲をメインに構成されたコンピレーション・アルバム。
特記以外作詞・作曲：布袋寅泰
1. DAY BY DAY
2. THANK YOU & GOOD BYE
3. 薔薇と雨 (Single Version)
アルバム『GUITARHYTHM IV』からのリカットシングル。
アルバム版と違い、アコギのイントロが収録されている。
4. POISON [SEXY JAZZ VERSION]
作詞：森雪之丞
5. 七年目の幽霊（ゴースト）
6. CRYING IN THE CHAPEL
作詞・作曲：Arthur Glenn
7. ESCAPE '99
8. MERRY CHRISTMAS, LONELY HEART
13thシングル『CIRCUS』のカップリング曲。
曲中で聞こえるシャンパンの良い音を録るために、シャンパンを何本も開けたと布袋本人がラジオで語っている。
9. SURRENDER (Single Version)
7thシングル。
アルバム版とは若干アレンジが異なる。
10. さらば青春の光 [UNPLUGGED VERSION]
11. NOBODY IS PERFECT
12. 命は燃やしつくすためのもの (Single Version)
アルバム『King & Queen』からのリカットシングル。
アルバム版と違い、イントロとアウトロが若干短くなっている。
13. LONELY★WILD [ORCHESTRAL VERSION]
14. TOGETHER
作曲：布袋寅泰・Mike Edwards
11thシングル『ラストシーン』のカップリング曲。
『B-SIDE RENDEZ-VOUS』収録版は「COOL CAT」とのメドレーだったため、完全版での収録は本作が初。

15. NEW EDITION3 / INSTRUMENTAL
「INSTRUMENTAL」をテーマに、アルバム初収録曲をメインに構成されたコンピレーション・アルバム。
特記以外作曲：布袋寅泰
1. Greatest Guitar Medley
33rdシングル『PROMISE』のカップリング曲。
BOØWY・COMPLEX・ソロの楽曲をメドレーでギター演奏したもの。
2. FUN FUN FUN
3. 愛をとりもどせ!! (201X Guitar ver.) 
作曲：山下三智夫
32ndシングル『STILL ALIVE』のカップリングナンバー。クリスタル・キングの「愛をとりもどせ!!」をギター・インストでカバー。
4. BATTLE WITHOUT HONOR OR HUMANITY (SAMURAI MIX)
5. SCORPIO RISING (SPEEDKING MIX)
24thシングル『DESTINY ROSE』のカップリング曲。
アルバム『SCORPIO RISING』表題曲のリミックスバージョン。
6. Greatest Guitar Medley II 
iTunes Storeでの限定配信曲。
前作同様、BOØWY・COMPLEX・ソロの楽曲をメドレーでギター演奏している。
7. THANK YOU
2010年に怪我による休養から復活した際に、ファンへの感謝の印として約2週間の期間限定で無料配信された楽曲。
8. CIRCUS (Transylvanian Orgy In Rhythm Mix)
14thシングル『BATTLE ROYAL MIXES』に収録。
13thシングル『CIRCUS』のリミックスバージョン。
9. BELIEVE ME, I'M A LIAR [DUB]
作曲：布袋寅泰・Darren Price
17thシングル『BATTLE ROYAL MIXES II』に収録。
アルバム『SUPERSONIC GENERATION』収録曲をロンドンのミキサー・FLUKEがダブミックスしている。
10. ロック部長のテーマ
布袋が出演した明治製菓×ポッカコーポレーションのコラボレーション缶飲料『ココプレッソ』のCM曲。
11. CM Music for MIZUNO (RUNBIRD)
1991年にオンエアされたミズノのスニーカー"RUNBIRD"のCM用に製作された30秒の音源。
12. Startup Sound for PC 
1999年に制作されたパソコン起動アニメーションの音楽。
13. Déjà-vu (in X'mas)
2ndシングル。1994年リリースのコンピレーション・アルバム『STAR STREET TRAX VOL.1 RADIO! RADIO! RADIO!』に収録されたが、布袋寅泰名義では本作が初。

16. NEW EDITION4 / DANCE
「DANCE」をテーマとしたシングル曲をメインに構成されたコンピレーション・アルバム。
特記以外作詞・作曲：布袋寅泰
1. BAD FEELING [25th ANNIVERSARY VERSION]
作詞：氷室京介・高橋信
『ALL TIME SUPER BEST』収録曲。
2. CIRCUS
作詞：森雪之丞
3. BE MY BABY [25th ANNIVERSARY VERSION］
作詞：吉川晃司
『ALL TIME SUPER BEST』収録曲。
4. PARTY TIME!
2001年7月〜8月に行われたサントリー自動販売機だけの“ココで出てくる!”キャンペーンでプレゼントされた非売品音源。
"布袋寅泰 SPECIAL UNIT〜Featuring 今井美樹 Visual directed by 中野裕之〜"名義の作品。
5. バンビーナ [BAMBINA GO! GO! VERSION] 
作詞：森雪之丞
『ALL TIME SUPER BEST』収録曲。
6. COOL CAT
9thシングル『POISON』のカップリング曲。
7. LOVE JUNKIE (Captain ROCK MIX)
作詞：森雪之丞
21stシングル『LOVE JUNKIE』のカップリング曲。
布袋によるセルフ・リミックス。
8. DANCING WITH THE MOONLIGHT (12inch)
作詞：ハービー山口・Lenny Zakatek
1stシングル。1994年リリースのコンピレーション・アルバム『STAR STREET TRAX VOL.1 RADIO! RADIO! RADIO!』に収録されたが、布袋寅泰名義では本作が初。
ギターのイントロから始まるなど、オリジナルとはアレンジが異なる。
9. NO MORE GIMMICK
27thシングル『IDENTITY』のカップリング曲。
10. VAMPIRE (Captain ROCK MIX)
20thシングル『VAMPIRE』のカップリング曲。
布袋によるセルフ・リミックス。
11. SUPERSONIC GENERATION -Mantronic Mach-1 Formula
17thシングル『BATTLE ROYAL MIXES II』に収録。
アルバム『SUPERSONIC GENERATION』表題曲のリミックスバージョン。
12. CIRCUS (C.H.A.P.S. POWER MIX)
作詞：森雪之丞
14thシングル『BATTLE ROYAL MIXES』に収録。
13thシングル『CIRCUS』のリミックスバージョン。
13. LOVE JUNKIE (APOLLO FOUR FORTY MIX)
作詞：森雪之丞
21stシングル『LOVE JUNKIE』のカップリング曲。
アポロ440によるリミックスバージョン。

17. Live Hotei I / HOTEI THE ANTHOLOGY "一期一会"　MEMORIAL SUPER BEST TOUR
2011年9月19日 - 2012年1月9日に行われた布袋の30周年記念ツアーの中から、2011年10月29日の神奈川県民ホール公演と、同11月3日ベイシア文化ホール公演を収録したライブ・アルバム。
GUITAR & VOCAL：布袋寅泰 /  DRUMS：中村達也 / BASS：井上富雄 / KEYBOARDS：奥野真哉 / PROGRAMMING & AUDIO EDIT：岸利至
特記以外作詞・作曲：布袋寅泰
1. 一期一会（Instrumental）
2. DREAMIN'
作詞：布袋寅泰・松井五郎
3. IMAGE DOWN
作詞：氷室京介
4. MARIONETTE
作詞：氷室京介
5. BE MY BABY
作詞：吉川晃司
6. GOOD SAVAGE
作詞：吉川晃司
7. さらば青春の光
8. ラストシーン
9. MIRROR BALL（Instrumental）
10. GUITARHYTHM
作詞：ハービー山口・Lenny Zakatek
11. MATERIALS
作詞：ハービー山口・Lenny Zakatek
12. スリル
作詞：森雪之丞
13. POISON
作詞：森雪之丞
14. バンビーナ
作詞：森雪之丞
15. NO. NEW YORK
作詞：深沢和明
16. PROMISE

18. Live Hotei II / "TOMOYASU HOTEI Monthly Live" Vol.5＠LIQUIDROOM
2010年12月20日に行われた『LIQUIDROOM 6TH ANNIVERSARY presents "TOMOYASU HOTEI Monthly Live" Vol.5』恵比寿LIQUIDROOM公演を収録したライブアルバム。
GUITAR & VOCAL：布袋寅泰 / DRUMS：中村達也 / BASS：TOKIE / KEYBOARDS：小島良喜
特記以外作詞・作曲：布袋寅泰
1. DOBERMAN
2. WANDERERS
3. ALL DAY AND ALL OF THE NIGHT
作詞・作曲：Raymond Douglas Davies
4. LET'S STICK TOGETHER
作詞・作曲：Wilbert Harrison
5. CRYING IN THE CHAPEL
作詞・作曲：Artie Glenn
6. NO TURNING BACK
作詞：KREVA
7. バンビーナ
8. PARADISE
作詞：森雪之丞・布袋寅泰
9. LOVE THEME from BLADE RUNNER
作曲：Vangelis
10. アストロノーツ
作詞：森雪之丞
11. OUTSIDER
12. C'MON EVERYBODY
作詞・作曲：Eddie Cochran・Jerry Capehart

19. Virtual Soundtracks
未発売・未発表器楽曲を中心とした「架空の」サウンドトラック。
1. UN HOMME ET UNE FEMME
作詞・作曲：Francis Lai
フランシス・レイが手掛けた1966年公開のフランス映画『男と女』の主題歌を1999年にカバー。今井美樹がボーカルを務めている。
2. 「欲望」のテーマ（Instrumental）
2005年公開の映画『欲望』のテーマ曲として書き下ろされた楽曲。
3. 天涯は黄金（Instrumental）
1999年にリリースされたサウンドトラック『EDEN SOUND TRACK VOL.1』に収録された楽曲。
4. Déjà-vu (in Paris) 
5. 上海歌劇之一（Instrumental）
6. 上海歌劇之二（Instrumental）
7. 上海歌劇之三（Instrumental）
8. 上海歌劇之四（Instrumental）
9. 上海歌劇之五（Instrumental）
10. 上海歌劇之六（Instrumental）
11. 上海歌劇之七（Instrumental）
12. 上海歌劇之八（Instrumental）
13. 上海歌劇之九（Instrumental）
14. 上海歌劇之十（Instrumental）
5 - 14：2006年12月24日、上海で公演された『MODERN DANCE 現代舞 BREATHE THE CITY"城市呼吸"』のために書き下ろされた舞台音楽。
15. Don't Look Up（Instrumental）
16. Creep（Instrumental）
15 - 16：2008年に架空の映画をテーマに書き下ろし、レコーディングされた未発表音源。
17. WAR DANCE（Instrumental）
18. RED SHADOW 赤影〜愛のテーマ（Instrumental）
17 - 18：2001年公開の映画『RED SHADOW 赤影』のためにレコーディングされた楽曲。

20. Acoustic Hotei
未発売の弾き語り音源を中心としたアンプラグド・アルバム。
1. BORN TO BE FREE (UNPLUGGED)
2. LONELY★WILD (UNPLUGGED)
3. 命は燃やしつくすためのもの (UNPLUGGED) 
1 - 3:22ndシングル『BORN TO BE FREE』のカップリング曲。
シングル曲のアンプラグドバージョン。
4. Déjà-vu (in sleepless night)
2ndシングル。1コーラスのみのアカペラバージョン。
5. MERRY CHRISTMAS, LONELY HEART (A cappella Mix)
14thシングル『BATTLE ROYAL MIXES』収録のアカペラバージョン。
6. さらば青春の光 (アコースティック)
TBSドラマ『課長サンの厄年』において、劇中歌として放送されていたアコースティックバージョン。1994年リリースのコンピレーション・アルバム『STAR STREET TRAX VOL.1 RADIO! RADIO! RADIO!』に収録されたが、布袋寅泰名義では本作が初。
7. アントニオの唄
作詞・作曲：Michael Franks
8. Wonderful Life
作詞・作曲：Colin Vearncombe
9. Let It Grow
作詞・作曲：Eric Clapton
10. Without You
作詞・作曲：Peter Ham・Tom Evans
11. Don't Let me down
作詞・作曲：John Lennon・Paul McCartney
12. 月の流す涙
作詞・作曲：上西泰史
13. YOU
14. WILD LOVE（Instrumental）
7 - 14：1990年 - 1993年に布袋がラジオパーソナリティを務めていたNHK-FM『ミュージックスクエア』でオンエアするためにレコーディングされた音源。
7はマイケル・フランクス、8はブラック、9はエリック・クラプトン、10はバッドフィンガー、11はビートルズ、12はガラパゴスのカバー。

21. Beautiful Noise
「Beautiful Noise」名義で発表された全楽曲を収録したアルバム。
特記以外作詞・作曲：布袋寅泰
1. Kaleidoscope（Instrumental）
作曲：布袋寅泰・クマ原田
2. Neptune（Instrumental）
作曲：布袋寅泰・Neal X
3. Dawn（Instrumental）
作曲：布袋寅泰・Dawn Knight・クマ原田・Simon Hale
4. Masquerade（Instrumental）
作曲：布袋寅泰・Simon Hale
5. Night breeze（Instrumental）
作曲：布袋寅泰・Neal X
6. Chill（Instrumental）
作曲：布袋寅泰・クマ原田・椎野恭一
7. Tears of joy（Instrumental）
作曲：布袋寅泰・Simon Hale
8. Rebirth（Instrumental）
作曲：布袋寅泰・クマ原田
9. HAVE A NICE TRIP（Instrumental）
作曲：布袋寅泰・木本靖夫
10. TIME CRUISE（Instrumental）
作曲：布袋寅泰・BaNaNa-UG・木本靖夫
11. BEACH（Instrumental）
作曲：布袋寅泰・BaNaNa-UG
12. MARS CAFE（Instrumental）
13. SMOKE / BEAUTIFUL NOISE / CHILL OUT（Instrumental）
作曲：布袋寅泰・BaNaNa-UG
14. BAMBINO [featuring Miho Moribayashi]
作詞：森雪之丞
15. LAST SCENE [featuring Chris Rainbow]
9 - 15：2000年に発売されたヘッドフォン型デジタルオーディオプレーヤー『Beautiful Noise』付属のスマートメディアにMP3ファイルで収録されていた音源。
14:18thシングル『バンビーナ』の歌詞とアレンジを変えて、もりばやしみほが歌唱。
15:11thシングル『ラストシーン』のChris Rainbowをフィーチャーしたバージョン。

#### DVD
1. beat crazy Presents Special Gig "B.C. ONLY 2009"
2009年11月23日 品川ステラボールにて行われたファンクラブ限定ライブを収録した映像。
GUITAR & VOCAL：布袋寅泰 / DRUMS：中村達也 / BASS：TOKIE
特記以外作詞・作曲：布袋寅泰
1. SPHINX
作詞：森雪之丞
2. ハートブレイク・ホテル
作詞・作曲：Mac Axton・Thomas Durden・Elvis Presley
3. BORN TO BE WILD
作詞・作曲：Mars Bonfire
4. C'MON EVERYBODY
作詞・作曲：Eddie Cochran・Jerry Capehart
5. バンビーナ
作詞：森雪之丞
6. RUSSIAN ROULETTE
作詞・作曲：布袋寅泰
7. 七年目の幽霊（ゴースト）
作詞・作曲：布袋寅泰
8. ESCAPE
作詞・作曲：布袋寅泰
9. NOBODY IS PERFECT
作詞・作曲：布袋寅泰
10. BAD FEELING
作詞：氷室京介・高橋信
11. サイバーシティは眠らない
12. カラス
13. IMAGE DOWN
作詞：氷室京介
14. SIREN

2. Live Over Europe 〜Unchanging Faith For 30 Years〜
1990年代にヨーロッパ各地でプレイされたライブシーンを中心に、布袋の最新インタビュー映像を追加した特別編集DVD。
特記以外作詞・作曲：布袋寅泰
1. BEAT EMOTION
作詞：森雪之丞
2. DEVIL'S SUGAR
作詞：森雪之丞
3. C'MON EVERYBODY
作詞・作曲：Eddie Cochran・Jerry Capehart
4. NOT FOR SALE
5. SUPERSONIC GENERATION
6. BELIEVE ME, I'M A LIAR
作曲：布袋寅泰・Darren Price
7. SPIDER IN THE SKY
作詞：森雪之丞
8. LOVE OR DIE
作詞：森雪之丞
9. DESTINY
作詞：森雪之丞